# Lucio Cabañas

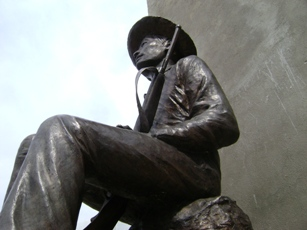
Standbeeld van Lucio Cabañas

Lucio Cabañas Barrientos (Atoyac de Álvarez, 12 december 1938 - El Otatal, 2 december 1974) was een Mexicaans schoolmeester en communistisch guerrillaleider.
Hij was geboren in Atoyac, in de bergen van Guerrero. Hij werd voorzitter van de lokale studentenvakbond, en generaal-secretaris van de Federatie van Socialistische Studenten van Mexico. Later werd hij leraar. Toen de rector van zijn school besloot dat alle leerlingen voortaan schooluniformen moesten dragen, kwam hij in conflict met Cabañas, die van mening was dat de meeste ouders veel te arm waren om uniformen te kunnen betalen. Nadat op 18 mei 1967 een staking op die school uitliep op een schietpartij waarbij doden vielen, vluchtte Cabañas de bergen in waar hij zich aansloot bij de guerrileros van Genaro Vázquez.
Na Vásquez' dood in 1974 begon Cabañas zijn eigen guerrillabeweging, de Partij van de Armen. Dit leger telde een driehonderdtal man en won haar inkomsten uit ontvoeringen en bankovervallen. Over Cabañas deden in Guerrero talloze legendes de ronde. Zo zou hij een vrouwelijke lijfwacht hebben, en altijd een zak geld bij zich hebben, waaruit hij ronddeelde aan de armen. Om Cabañas te verslaan stuurde president Luis Echeverría een vijfde van het Mexicaanse leger naar Guerrero. De strijd ging gepaard met grove mensenrechtenschendingen.
In 1974 wist Cabañas senator Rubén Figueroa Figueroa te gijzelen. Bij de bevrijdingsactie van het leger kwam hij om het leven. Cabañas is een van de inspiratiebronnen van het Revolutionair Volksleger (EPR), dat heden ten dage in Guerrero opereert.
- Bibliothèque nationale de France: cb16136932b (data)
- Gemeinsame Normdatei: 124881033
- International Standard Name Identifier: 0000 0000 8247 3696
- Library of Congress Control Number: n80149414
- Système universitaire de documentation: 179867482
- Trove: 1097144
- Virtual International Authority File: 62493600
- WorldCat: E39PBJmpcmjFBjRfGBQ4GYcXVC